# Почему я стал на путь борьбы с большевизмом

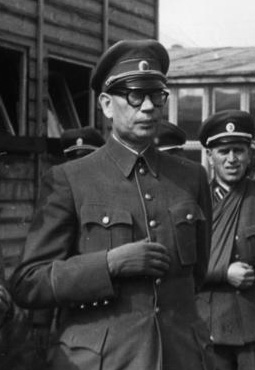
А. А. Власов в Дабендорфе

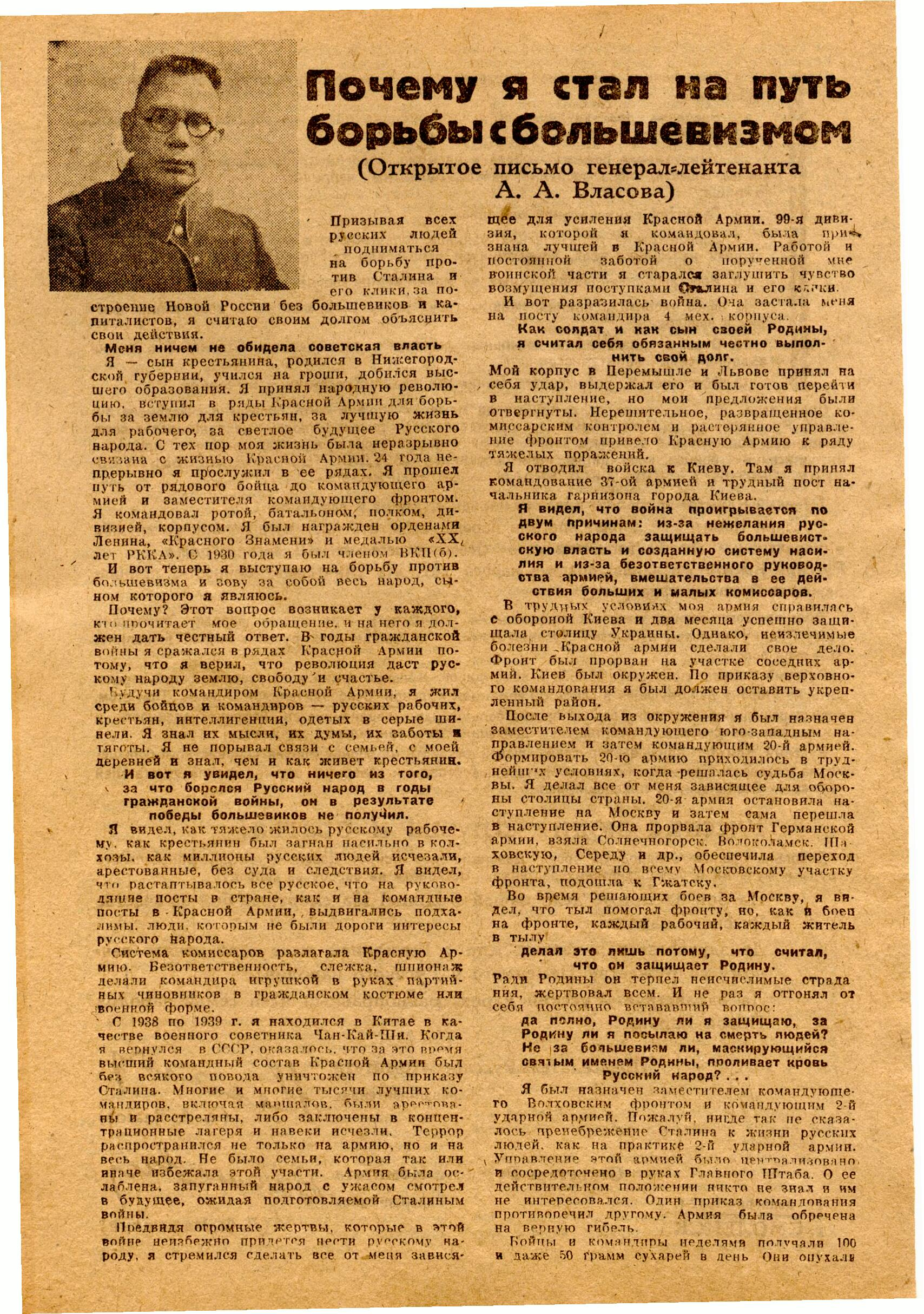
Первая страница письма

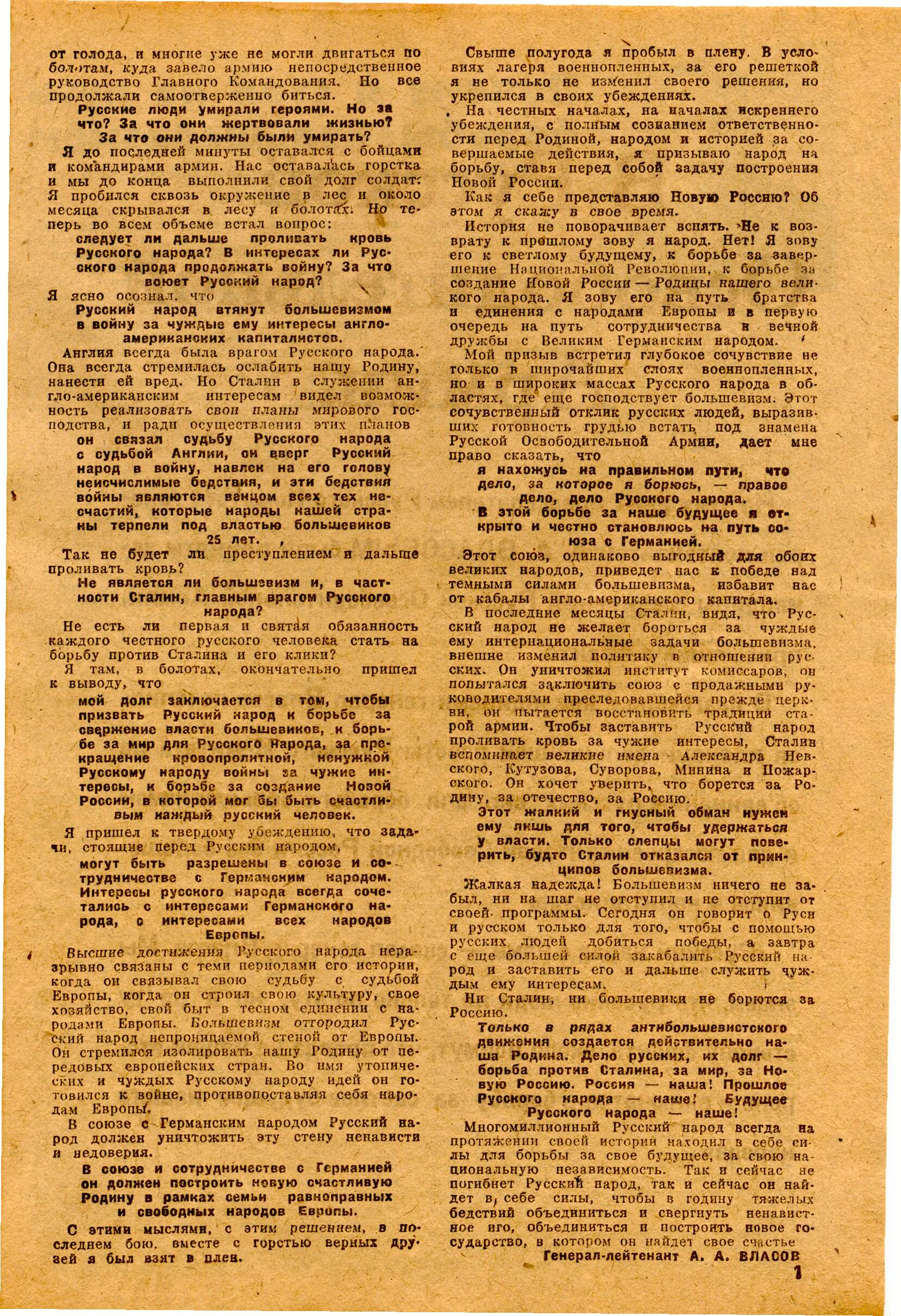
Вторая страница письма

«Почему я стал на путь борьбы с большевизмом» — двухстраничное открытое письмо бывшего советского военачальника, генерал-лейтенанта Андрея Власова, написанное им после того как он попал в немецкий плен и пошёл на сотрудничество с руководством нацистской Германии, став командующим Русской освободительной армии (РОА) и председателем Комитета освобождения народов России (КОНР). Письмо было опубликовано в русскоязычной оккупационной газете «Заря» 3 марта 1943 года.
После двадцати трёх лет службы в РККА Власов вышел из её рядов во время Великой Отечественной войны. Согласно Роберту Сервису, Власов был возмущён, когда Сталин отказал ему в отступлении 2-й ударной армии для избежания неотвратимого окружения. В июне 1942 года Власов отказался от эвакуации в тыл и решил остаться со своими солдатами. В этом же месяце он был взят в плен немцами. За свои выступления о будущей независимой России он кратковременно был помещён немецким командованием под домашний арест.

## Предыстория
Власов начал службу в РККА в 1919 году. После прохождения курса пехотной тактики он стал командиром батальона. В 1930 году Власов был назначен инструктором по тактике. В 1939 году Власов стал военным советником Чан Кайши, который наградил его Золотым Орденом Дракона. После возвращения в СССР Власов был назначен командиром 99-й стрелковой дивизии, которую он переобучил и реформировал. За эту работу он был награждён Орденом Ленина и золотыми часами.
После начала Великой Отечественной войны Власов не смог защитить и отстоять Киев, но позднее он успешно отвоевал у немцев Солнечногорск и Волоколамск, во время боёв под Москвой. В этот период американский журналист Ларри Лесюер, который взял у Власова интервью, и французская журналистка Ева Кюри отметили популярность Власова среди солдат Красной армии.

## Содержание письма
Власов начинает письмо желанием «дать честный ответ» на вопрос, почему он встал на путь борьбы с большевизмом. Власов отмечает, что будучи командиром Красной армии, он «жил среди бойцов и командиров русских рабочих, крестьян, интеллигенции», «знал их мысли, их думы, их заботы и тяготы» и «знал, чем и как живёт крестьянин». По мнению Власова, «ничего из того, за что боролся русский народ в годы гражданской войны, он в результате победы большевиков не получил», а «на командные посты в Красной армии выдвигались подхалимы». Критикуя Сталина, Власов выступил против коллективизации, института политических комиссаров и чистки командного состава РККА в 1930-х годах.
Как бывший командир 2-й ударной армии, Власов писал, что «о её действительном положении никто не знал и им не интересовался» и что «бойцы и командиры неделями получали 100 и даже 50 граммов сухарей в день». Согласно Власову, «они опухали от голода, и многие уже не могли двигаться по болотам, куда завело армию непосредственное руководство Главного Командования», «но все продолжали самоотверженно биться». В завершении Власов призывает «народ на борьбу, ставя перед собой задачу построения Новой России».

## Источник
- Andreyev, Catherine. Vlasov and the Russian Liberation Movement: Soviet Reality and Emigré Theories. — Cambridge University Press, 1989. — ISBN 0521389607.